# Oneirogeen
Oneirogenen (van het Griekse woord oneiros, dromen en gen wat opwekken betekent) zijn stoffen die het bewustzijn van de mens in een droomachtige staat brengen. De stoffen worden in rituelen gebruikt over de gehele wereld of door drugsgebruikers en bij behandeling van patiënten in ziekenhuizen of door huisartsen. Bekende stoffen die oneirogeen zijn:
- salvia divinorum
- Ibogaïne
- amfetamine
- dextromethorfan
- opiaten
- Entada rheedii